# Cmentarz prawosławny w Płusach
Cmentarz prawosławny w Płusach – nekropolia prawosławna w Płusach, utworzona na potrzeby miejscowej parafii na przełomie XIX i XX w., użytkowana do dziś.

## Historia i opis
Cmentarz został urządzony najprawdopodobniej na przełomie XIX i XX w. i był użytkowany przez miejscową ludność prawosławną do końca II wojny światowej i wysiedlenia prawosławnych Ukraińców. Najstarszy czytelny nagrobek pochodzi z 1905. Po wojnie jednak, z powodu powrotu części mieszkańców, nekropolia pozostała czynna pod zarządem parafii w Tarnogrodzie.
Na początku lat 90. XX wieku na terenie nekropolii zachowało się 7 nagrobków, wykonanych z żeliwa lub kamienia, powstałych przed 1945. Mają one formę łacińskich i prawosławnych krzyży w stellach, na prostopadłościennnych postumentach, stylizowanych pniach drzew i postumentach z nadstawami obeliskowymi. Nagrobki zdobione są wielostopniowymi gzymsami uskokowymi, półkolistymi szczycikami oraz ornamentami roślinnymi. Budulcem nowych nagrobków, często stawianych przed starymi nagrobkami, są przede wszystkim beton i lastryko. Inskrypcje na nagrobkach wykonane zostały w językach: cerkiewnosłowiańskim i polskim. Na cmentarzu rośnie po 5 lip i kasztanowców, 4 jesiony i grusza, jak również samosiewy topoli i jesionu, krzewy bzu lilaka i malin, a w podłożu barwinek.
W granicach cmentarza znajduje się również współczesna (z 2007 r.) niewielka cerkiew cmentarna.